# 第19回エンパイア賞
第19回エンパイア賞（ジェイムソン・エンパイア賞）は、2013年の映画を対象としており、2014年3月30日に結果が発表された。
以下はノミネートの全リストである。太字は受賞者である。

## ノミネート

### 作品賞
- 『ゼロ・グラビティ』
  - 『それでも夜は明ける』
  - 『キャプテン・フィリップス』
  - 『ホビット 竜に奪われた王国』
  - 『ハンガー・ゲーム2』

### 英国作品賞
- 『ワールズ・エンド 酔っぱらいが世界を救う!』
  - Alan Partridge: Alpha Papa
  - 『フィルス』
  - 『ラッシュ/プライドと友情』
  - 『サンシャイン/歌声が響く街』

### コメディ賞
- Alan Partridge: Alpha Papa
  - 『俺たちニュースキャスター 史上最低!?の視聴率バトルinニューヨーク』
  - 『40歳からの家族ケーカク』
  - 『ディス・イズ・ジ・エンド 俺たちハリウッドスターの最凶最期の日』
  - 『ワールズ・エンド 酔っぱらいが世界を救う!』

### ホラー賞
- 『死霊館』
  - A Field in England
  - 『死霊のはらわた』
  - 『ワールド・ウォーZ』
  - 『サプライズ』

### SFファンタジー賞
- 『ホビット 竜に奪われた王国』
  - 『ゼロ・グラビティ』
  - 『ハンガー・ゲーム2』
  - 『パシフィック・リム』
  - 『スター・トレック イントゥ・ダークネス』

### スリラー賞
- 『ハンガー・ゲーム2』
  - 『キャプテン・フィリップス』
  - 『グランド・イリュージョン』
  - 『プリズナーズ』
  - 『トランス』

### 男優賞
- ジェームズ・マカヴォイ - 『フィルス』
  - キウェテル・イジョフォー - 『それでも夜は明ける』
  - レオナルド・ディカプリオ - 『ウルフ・オブ・ウォールストリート』
  - マーティン・フリーマン - 『ホビット 竜に奪われた王国』
  - トム・ハンクス - 『キャプテン・フィリップス』

### 女優賞
- エマ・トンプソン -  『ウォルト・ディズニーの約束』
  - エイミー・アダムス - 『アメリカン・ハッスル』
  - ケイト・ブランシェット - 『ブルージャスミン』
  - ジェニファー・ローレンス - 『ハンガー・ゲーム2』
  - サンドラ・ブロック - 『ゼロ・グラビティ』

### 助演男優賞
- マイケル・ファスベンダー - 『それでも夜は明ける』
  - ダニエル・ブリュール - 『ラッシュ/プライドと友情』
  - サム・クラフリン -  『ハンガー・ゲーム2』
  - リチャード・アーミティッジ - 『ホビット 竜に奪われた王国』
  - トム・ヒドルストン - 『マイティ・ソー/ダーク・ワールド』

### 助演女優賞
- サリー・ホーキンス - 『ブルージャスミン』
  - エヴァンジェリン・リリー - 『ホビット 竜に奪われた王国』
  - ジェニファー・ローレンス - 『アメリカン・ハッスル』
  - ルピタ・ニョンゴ - 『それでも夜は明ける』
  - ミア・ワシコウスカ - 『イノセント・ガーデン』

### 監督賞
- アルフォンソ・キュアロン - 『ゼロ・グラビティ』
  - エドガー・ライト - 『ワールズ・エンド 酔っぱらいが世界を救う!』
  - ポール・グリーングラス - 『キャプテン・フィリップス』
  - ピーター・ジャクソン - 『ホビット 竜に奪われた王国』
  - スティーヴ・マックイーン - 『それでも夜は明ける』

### 新人男優賞
- エイダン・ターナー - 『ホビット 竜に奪われた王国』
  - バーカッド・アブディ - 『キャプテン・フィリップス』
  - ジョージ・マッケイ - 『サンシャイン/歌声が響く街』
  - オスカー・アイザック - 『インサイド・ルーウィン・デイヴィス 名もなき男の歌』
  - タイ・シェリダン - 『MUD -マッド-』
  - ウィル・ポールター - 『なんちゃって家族』

### 新人女優賞
- マーゴット・ロビー - 『ウルフ・オブ・ウォールストリート』
  - アデル・エグザルホプロス - 『アデル、ブルーは熱い色』
  - アントニア・トーマス - 『サンシャイン/歌声が響く街』
  - エリザベス・デビッキ - 『華麗なるギャツビー』
  - フレイヤ・メーバー（英語版） - 『サンシャイン/歌声が響く街』
  - ルピタ・ニョンゴ - 『それでも夜は明ける』

### 特別賞

#### エンパイア・インスピレーション賞
- ポール・グリーングラス[1]